# 톈몐장

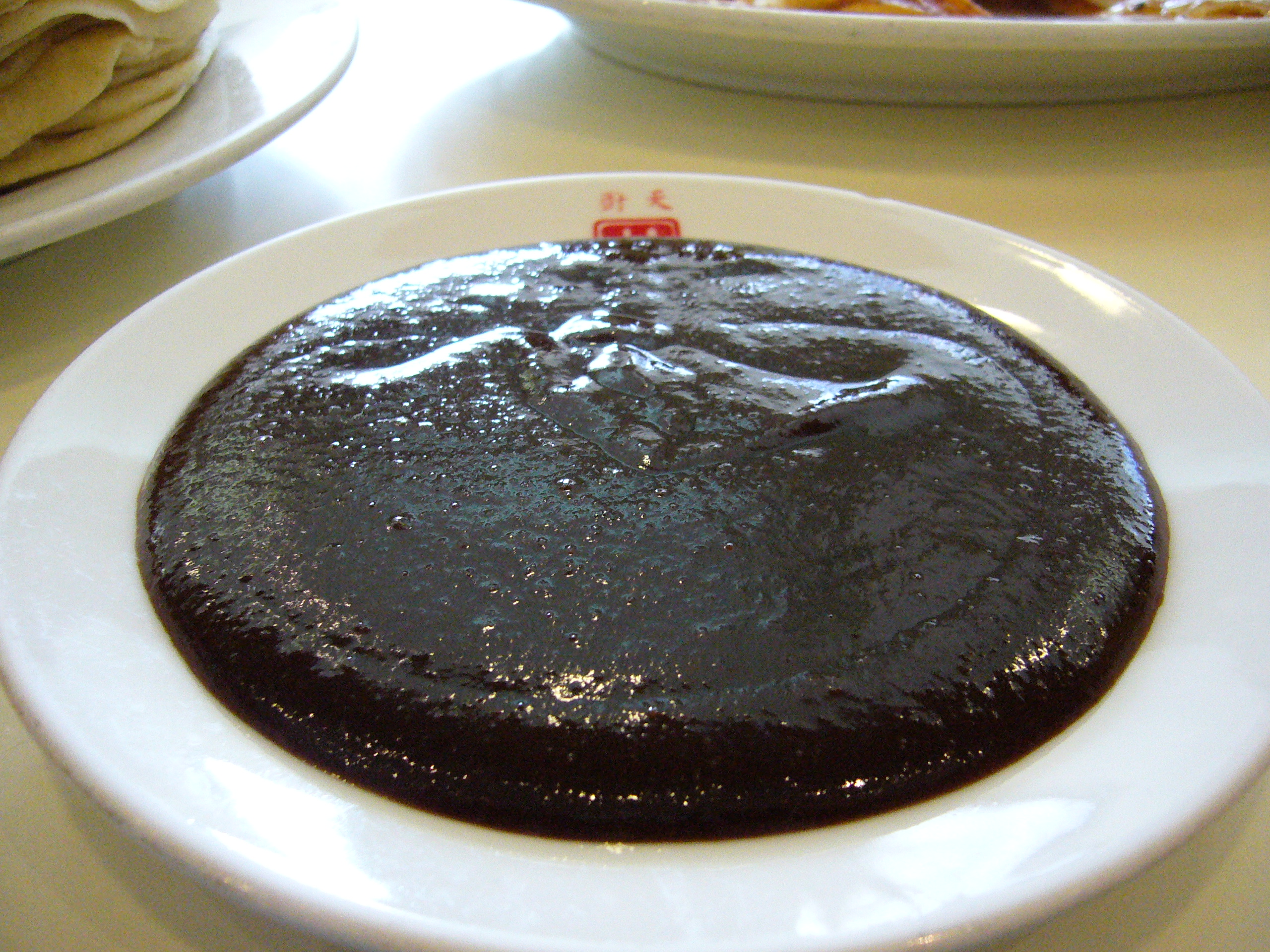
톈몐장

톈몐장(중국어 간체자: 甜面酱, 정체자: 甜麵醬, 병음: tiánmiànjiàng, 한자음: 첨면장)은 중국의 장이다. 곡장의 일종으로, 밀가루와 콩을 발효시켜 만든다. 밤색을 띠는 부드럽고 달콤한 장으로, 베이징 카오야와 함께 내는 소스로 잘 알려져 있으며, 납작빵인 빙을 주식으로 먹는 중국 북부의 농촌에서는 중요한 단백질과 비타민 공급원이기도 하다. 중국 북부에서는 톈몐장에 대파를 찍어먹기 때문에, "파"를 뜻하는 "충(葱)"을 써서 충장(중국어 간체자: 葱酱, 정체자: 葱醬, 병음: cōngjiàng, 한자음: 총장)이라 불리기도 한다.

## 만들기
여름에 곰팡이 핀 마른 빵을 면과(麵瓜, Cucumis melo var. chinensis cv. 'Miangua')로 감싸서 수숫잎으로 묶은 다음 바람이 잘 통하는 그늘에 걸어 말리면 발효제가 된다. 톈몐장을 만들 때는 밀 95%, 콩 5%를 섞어서 간 다음, 가루낸 발효제를 섞어 초록색 곰팡이가 필 때까지 발효시킨다. 발효가 된 덩어리는 가로·세로 길이가 각각 1~2cm 정도 되는 작은 조각으로 부스러트린 뒤, 지름 45cm, 깊이 20cm 정도 되는 항아리에 담고 물, 소금, 화자오 잎 등을 넣어 발효·숙성시킨다. 해와 이슬을 그대로 받게 두며 비가 올 때만 실내에 들여놓는데, 시간이 지나면서 밀의 녹말이 당화되면서 단맛이 생긴다.

## 같이 보기
- 춘장
- 해선장